# Epemastate
De Epemastate is een 17e-eeuwse state in het Friese dorp IJsbrechtum uit 1625. Hier woonden lange tijd verschillende grietmannen van Wymbritseradeel, onder anderen baron Sjuck van Burmania Rengers.

## Historie
In de 13e eeuw werd de eerste stenen stins op deze locatie gebouwd door de hoofdeling van IJsbrechtum. Hij had daarvoor op deze locatie een houten woning met stallen en tuinen. Naast deze tuinen wierp hij op een heuvel een stins op. Deze stins stond in het bos dat tegenwoordig tussen de poort en de kerk ligt. In de aarde op deze plaats zijn restanten gevonden van deze bebouwing. Deze stins verdween rond 1450.
De bewoners van de State werden alleen bij de voornaam (Epe) genoemd, later werd het gebruikelijk de achternaam te gebruiken (Epema). Na enkele wisselingen van bezit kwam de grond weer in handen van een hoofdelingenfamilie. Vanaf 1620 werd het huidige gebouw bewoond door de familie Albada. Na 1651 bleef het elf generaties lang in handen van de Van Burmania's, de Rengers en de familie Van Eysinga-Van Harinxma thoe Slooten.  
Een grote verbouwing in 1894 heeft de voorgevel een neo-renaissancistisch uiterlijk gegeven. In 2022 is het gebouw verkocht aan de stichting Stinze-Stiens, een stichting die van stinzentuinen haar speerpunt maakt. 

## Tuin
De tuin rond het huis is een ontwerp van Lucas Pieters Roodbaard uit 1825. Het is een park in de Engelse landschapsstijl. In de loop van de twintigste eeuw heeft het park sterk het karakter van een bos gekregen. Rond het begin van de 21e eeuw probeerde de eigenaar van het het huis het park in fasen weer te herstellen. Er groeien diverse stinzenplanten. In het voorjaar groeit er massaal boeren- en bonte krokus. Ook groeien er sneeuwklokjes, gele anemoon en bostulp. Het park wordt aan de zuidzijde begrensd door de A7.

## Toegankelijkheid
De state zelf is tot nader order niet toegankelijk. 

## Fotogalerij

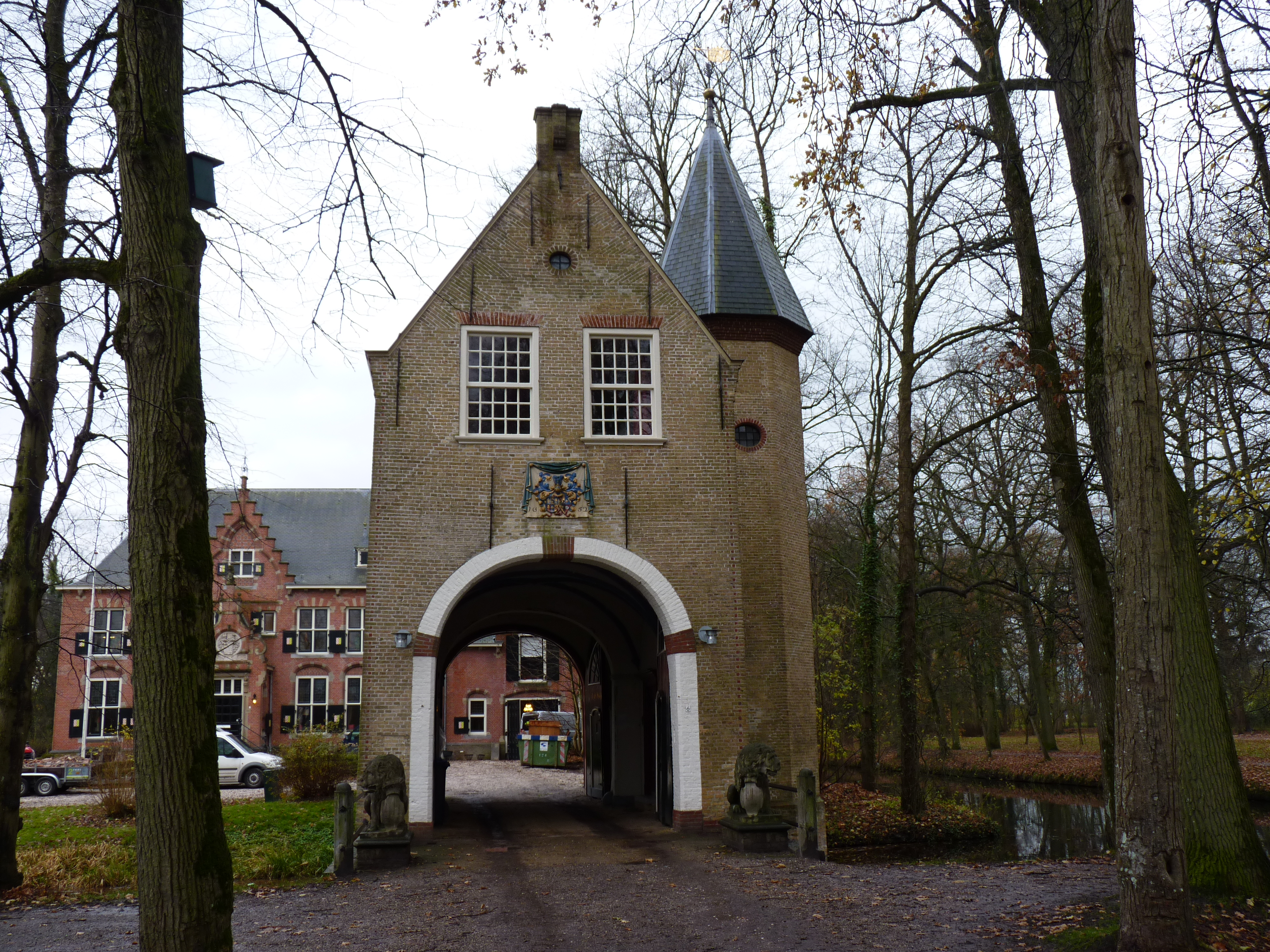
Poortgebouw Epemastate (1880; foto 2010)
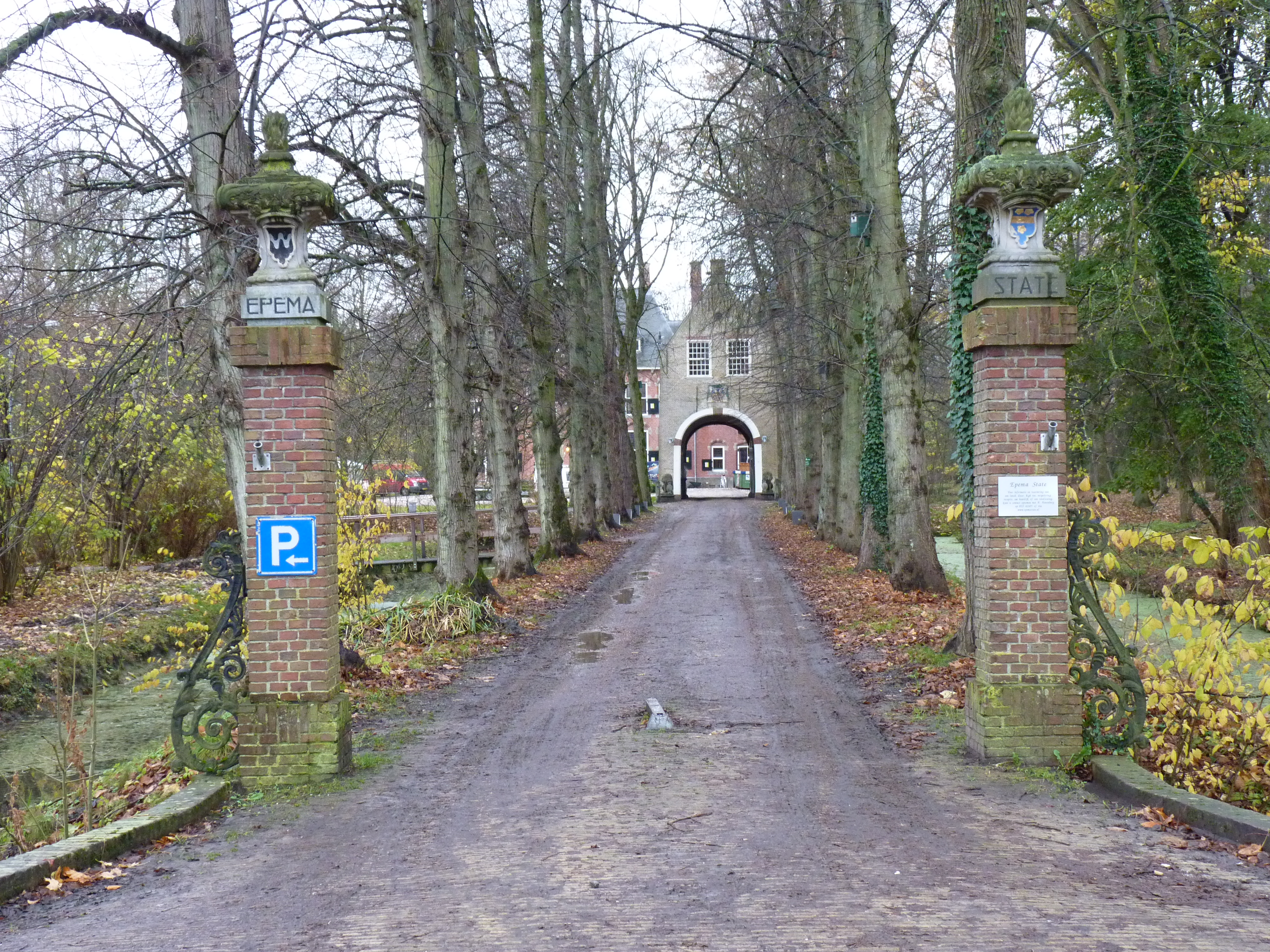
Inrijlaan Epemastate (2010)